# 髭切
髭切（ひげきり）は源家重代の刀として伝えられる日本刀。軍記物語など説話に登場する。髭切に仮託される実在の日本刀としては、京都府京都市の北野天満宮所有の重要文化財『太刀銘安綱(鬼切)
』（伯耆国安綱作）などがある。

## 伝承

### 剣巻
『源平盛衰記』の「剣巻」は源家相伝の名剣「髭切」と「膝丸」の二つの名剣の継承についての説話となっている。
平安時代、源満仲は天下守護のために髭切と膝丸の2腰の剣を作らせた。筑前国三笠郡の出山というところに住む異朝（唐国）の鉄細工が八幡大菩薩の加護を得て膝丸と揃いで作った二尺七寸の太刀とされている。満仲が有罪の者を切らせたところ、髭まで切ったことから髭切と名付けた。
髭切はその後、満仲の嫡子である源頼光の代には配下の渡辺綱に貸し出され、綱が一条戻橋で鬼の腕を斬り、名を鬼丸と改められた。
頼光の弟である源頼信の嫡子源頼義、さらに頼義の子である源義家へ相伝され、源為義の代には夜に獅子の鳴くような声で吠えたので獅子ノ子と名を改めた。
為義が揃いの一組であった吠丸（膝丸）を娘婿である熊野別当行範に婿引き出として譲った為、吠丸の代刀として獅子ノ子そっくりに小烏という剣を作らせた。小烏は獅子ノ子より2分ほど長かったが、あるとき2振を抜いて障子に寄り掛けていると人も触れないのに刀が倒れ同じ長さになっており、不審に思った為義が調べてみると小烏の茎が2分ほど切られていた。それを獅子の子の仕業と考え名を友切と改められ、源義朝へと譲られた。
平治の乱の際には、義朝は三男だが大将の器量であるとして友切を源頼朝に預けた。義朝が源氏重代の刀である友切があるにもかかわらず敗戦続きなのを八幡大菩薩に恨み、「世の末になって剣の力も失せたのか」と嘆いていると、大菩薩の示現があり「それは友切という名のせいである。名を戻せば剣の力も戻る」と言われ、早速名を再び髭切と改めた。剣精の戻った髭切は子の頼朝を助け源平合戦において源氏を勝利に導いた。分かたれた一具である膝丸は頼光の代に蜘蛛切と改められ、為義の代に吼丸と改められたのち、頼朝の弟である義経に伝えられて薄緑と改められ、曽我兄弟の仇討ちを経て、兄の頼朝のもとに渡り一具が揃ったという。
以上「剣巻」で語られる髭切の由来だが、『平治物語』や『鍛冶名字考』では他の刀工や異なる伝来が列記されており室町時代には諸説紛々であったことが窺える。『鍛冶名字考』や『長享銘尽』などの刀剣伝書では、源家重代の太刀である髭切（もしくは友切）が頼朝からさらに源実朝まで相伝した後に北条氏に伝わったという説、一度焼けて再刃された説、霜月騒動の際に所在不明になり探し出されて北条貞時に渡り法華堂に奉納された説、などが語られる。

### 北条貞時寄進状
『北条貞時寄進状』では頼朝が上洛した時にある貴い人のお守りとして髭切を進上しその後ある霊社に奉斎されていたが、後に鎌倉幕府重鎮の安達泰盛が探し出して所持していた。泰盛が霜月騒動で滅亡すると執権北条貞時の手に渡り貞時は「赤地の錦袋」に包んで法華堂に奉納した、と書かれている。

### 異制庭訓往来
『異制庭訓往来』では髭切は草薙剣や平家の宝刀である小烏丸・抜丸、平維茂の母子丸と並んで名刀として名前が挙げられている。

### 酒呑童子説話
酒呑童子の説話の一部では、渡辺綱が振るう太刀として鬼切の名前がみられる。慶応義塾大学図書館蔵『しゆてんとうし』では、多田満仲が筑前国三笠郡の文壽という鍛冶に打たせたものとして鬼切が登場する。満仲が罪人を斬った際に髭とともに首を斬ったことから髭切と名づけた。源氏重代の太刀として頼光に相伝したが、羅生門に変化が出ると聞き、綱に貸し与えて遣わした。綱は現れた鬼の腕をこの刀で切り落としたため鬼切と名づけた。酒呑童子退治の際には綱が持った。

### 田村三代記
『田村三代記』の末尾には屋代本『平家物語』や『源平盛衰記』の「剱の巻」に相当する部分が挿入される。古態を残す渡辺本『田村三代記』の「つるぎ譚」によると、鈴鹿御前の形見として三明の剣のうち田村丸利仁に託された大通連・小通連が田村に暇乞いをして天に登り、3つの黒金となったものを箱根の小鍛冶に打たせたものがあざ丸・しし丸・友切丸の3つの剣であり、そはやの剱は毘沙門堂に納め置いた。古年刀である友切丸は八幡殿に申し下ろして源氏の宝となる。

## 収録される説話
渡辺綱が髭切で鬼を切る、などの説話は、平家物語「剣之巻」といっても、諸本にあるわけではなく、百二十句本、田中本、屋代本、などに追捕された部分であるそれが『太平記』巻頭の「剣巻」に付されたのである。流布本・版本系の『平家物語』にある「剣巻」は、『太平記』のものと大差はない。
渡辺綱が一条戻橋で切った鬼の正体は、これより200年ほど前の嵯峨天皇の御世(809-823年)に鬼神となった宇治の橋姫とされている。

## 伝承地
相槌神社の社伝によると、髭切を造った地とある。

## 解説

### 髭切に仮託される刀剣
『太平記』で語られる鬼切と同一視されることが多い。これは北野天満宮がそう示していることと、鬼切に「源氏子孫代々に伝え、天下を守るべし」とされた一文があるためである。
鬼切は『太平記』の一節で語られる。
伯耆国の鍛冶安綱が鍛え、坂上田村麻呂に奉じた。鈴鹿山で鈴鹿御前との戦いに使用され、伊勢神宮に参拝した際に天照大神より夢の中でお告を受けて奉納したという。
その後、伊勢神宮に参拝した源頼光が夢の中で「子孫代々に伝え、天下を守るべし」と天照大神より鬼切を受け取った。頼光の手に渡ると、家臣である渡辺綱に貸し出され鬼の腕を切り落とし、後に頼光がその鬼を打ち取った。また、源満仲が戸蔵山の鬼を切ったことから鬼切と名付けられたとある。
北野天満宮が所有する伯耆国安綱作の太刀が『太平記』で語られる鬼切、鬼切丸または鬼切安綱であるとされている。この太刀は1927年（昭和2年）4月25日、昭和2年文部省告示第217号により、古社寺保存法の規定による国宝（旧国宝）に指定された（当該指定は、1950年の文化財保護法施行後は、同法附則第3条第1項の規定により、重要文化財の指定とみなされている）。1927年の旧国宝指定時の官報の「品目」欄は『太刀(鬼切)銘安綱
附 太刀箱 一箇』である。しかし、文化財保護法施行後、文化庁監修により刊行された『国宝・重要文化財大全』別巻（2000年）では、指定情報から附指定である「附　太刀箱　一箇」の文言が消え、指定名称も『太刀銘安綱(鬼切)
』となっている。同書は作品名称の変更や現状変更があった場合は当該官報の情報も記す凡例であるが、髭切については附指定の変更等についての官報情報は記載されていない。
銘は、当初「安綱」と切られていたが、「国綱」に改竄された形跡が見受けられる。改竄された理由については伝来していない。京都国立博物館研究員の末兼俊彦はこの安綱銘も、安綱ではない後の存在が入れた追刻であると見解を示した。古備前物とする意見もある。
長さ2尺7寸9分2厘、反り1寸2分3厘、元幅1寸7厘、刃文はのたれ乱れ。源頼光所持の伝説を有し、最上家に伝来したものが1868年（明治元年）に手放され、1880年（明治13年）に京都府、大阪府及び滋賀県の有志により北野天満宮に奉納されたとされる。
現在まで同社宝物館に保管され時節公開されており、2017年頃より「鬼切丸 別名 髭切」としている。

### 宝剣継承譚
『源平盛衰記』の「剣巻」で満仲が頼光に伝えた「髭切」「膝丸」2つの名剣は、結局頼義・義家へと継承されるというストーリーで源家相伝の行方を介し、源氏が武権を確立する過程が指摘されている
関幸彦は、平忠常の乱を平定した源頼信の名前が見えないことについて、頼信は武威の最大の磁場ともいうべき奥州との関わりが見当たらず「神話を構成する要素としていささか物足りなかったのではないか」と述べている。

### 御劔八幡宮【愛知県西尾市】
伊文神社によると足利義氏が承久の乱1221年（承久3年）での功績により三河国守護職に任じられた際に、この地に城（西條城）を築くにあたり、松山にあった八幡社を奉遷し城内守護の神として本丸に御祀りされました。その際、義氏は北条政子より授かった源家所縁の髭切という宝刀と源義家が用いた白旗、社領六百石を御奉納され、爾後御劔八幡宮と称されるようになりましたとされている
西尾市によると御剱八幡宮（みつるぎはちまんぐう）は、西尾城本丸跡に鎮座する神社で、古くは文徳天皇の皇子・八条院宮が渥美郡伊川津から当地へ移り住んだ際に松山（現在の山下町東八幡山あたり）へ遷座し、のち承久年中（1219～22）に三河国守護・足利義氏が西条城を築城する時に現地へ移し、源家相伝の宝剣・髭切と白旗一流を納めたと伝えられています。
●『参河国内神明名帳集説』（1839年 天保10年／羽田野敬雄著、『神祇全書』収載）より抜粋
「西尾城内ノ鎮守正八幡宮ノ御正体ハ、足利左馬頭義氏朝臣、承久ノ乱後、当城ヲ築成ストキ、二位禅尼（北条政子）ヨリ賜ヒタル、源家累代相伝フ友切丸ノ霊剣、并白旗一流ヲ、宝殿ニ収蔵シ玉フ故、御剣宮トモ申奉云々」
●『参河国二葉松』（1741年 元文6年／佐野知尭著、西尾市岩瀬文庫蔵）より抜粋
「西尾城内八幡宮左馬頭義氏奉納源氏累代友切丸太刀」
●「西尾城并八幡宮由来記」（『新編西尾市史　資料編3　近世1』収載）より抜粋
「三河幡豆郡西尾城者、足利左馬頭源義氏朝臣草創之、於本城中勧請正八幡、（中略）従四位左馬頭義氏朝臣、承久兵乱之間、賞労其軍功、厚賜三州之守護職、憑之始築成西尾城郭、従来義氏朝臣者、頼朝公之親族而、且北條之聟也、以故後室二位禅尼、出源家累代相伝之霊剣並白旗一流、直属与義氏朝臣、是此本一家嫡流授受之重器、故恭貴戦競而自容易不?帯持之、当年敬請八幡大菩薩、共収蔵殿中、」
●「御劔八幡宮鎮座記」（伊文神社文書／西尾市教育委員会寄託）より抜粋
「（前略）承久ノ末年後堀河院御宇武家頼経足利左馬頭従四位源朝臣義氏参河ノ守護職タリ、因之初築此城ヲ居之、本丸ニ模シテ勧請尊信セリ、（中略）義氏ハ八幡太郎義家ノ玄孫右大将源頼朝卿ノ親族且北条遠江守平時政ノ婿ナリ、頼朝卿後室二位尼公時政ノ女義氏室ノ姉名政子、源家累代相伝ノ霊剣并白旗壱流義氏ニ授ク、蓋シ此剣旗ハ源氏嫡流相伝ノ神器タリ、故ニ義氏恭貴戦競シ自ラ是ヲ帯コトヲ憚テ則チ八幡宮相殿ニ納メ尊敬ス、故ニ御劔八幡宮トモ奉称、」
● ①「今川家譜」 ②「伝記上」  今川記   西尾市史より引用
① 源家棟梁ノ御相伝ノ宝并（ならびに）髭切友切竜丸ノ刀等 　西尾城ノ本丸篭置玉イ（とめおきたまい）」 　
② 頼朝公三代にて御末のなかりし後 　源氏棟梁嫡々に相伝の御宝物とも二位殿よりも此の義氏へ給わりける 　　 

## 髭切が登場する浮世絵など

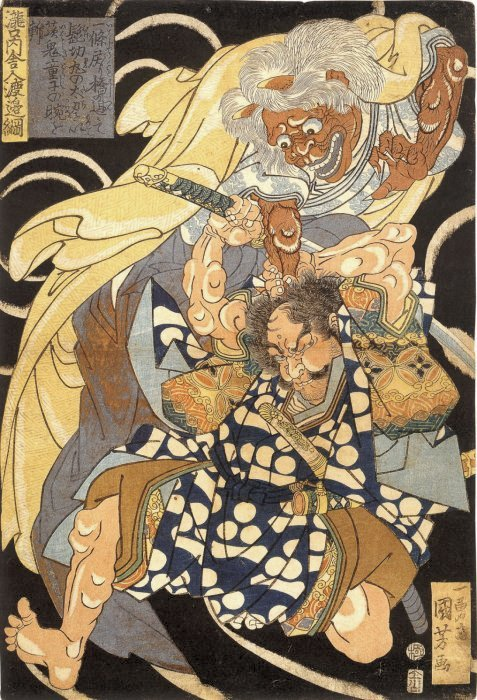
「一條戻り橋の邉にて髭切丸の太刀を以茨鬼童子の腕を斬」、歌川国芳作（江戸時代）
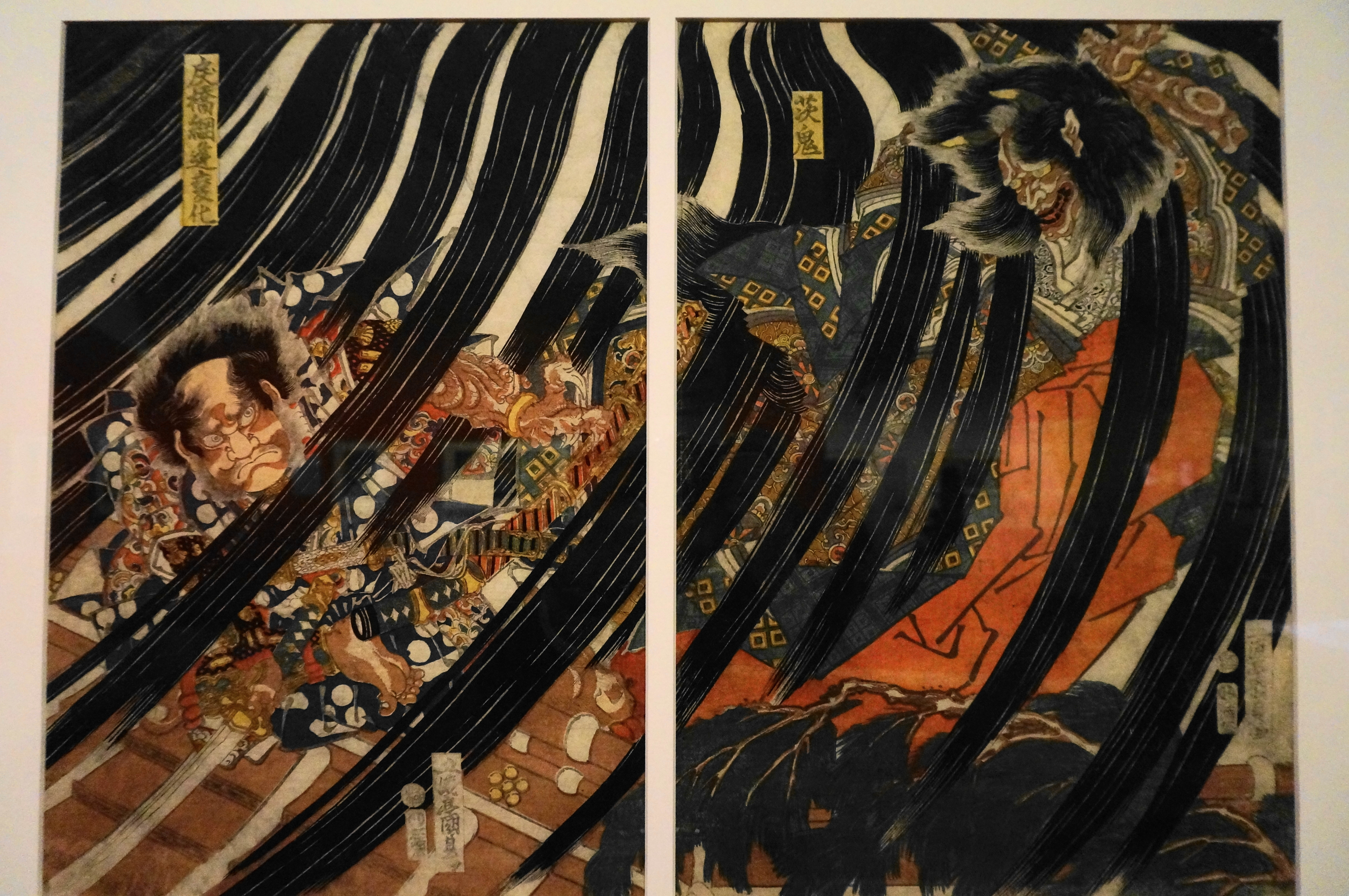
「茨鬼 戻橋綱逢変化」、歌川国貞作（1815年頃、江戸時代）、ボストン美術館蔵

### 原典
1. ↑  『太平記』 巻三十二 直冬上洛事付鬼丸鬼切事